# Gogbeu Francis Koné
Gogbeu Francis Koné, né le 10 novembre 1991, est un sprinteur ivoirien, spécialiste du 100 mètres.
Il termine huitième aux Jeux de la Francophonie en 2013. Il participe également aux championnats d'Afrique en 2010, puis aux Jeux africains en 2011 mais n'atteint que la demi-finale, également aux championnats d'Afrique en 2012 il ne parvient qu'en demi-finale. Aux championnats d'Afrique en 2014 et aux Jeux de la Francophonie à Abidjan en 2017, il ne parvient pas en finale.
En équipe ivoirienne de relais 4 × 100 mètres, Gogbeu Francis Kone termine quatrième aux championnats d'Afrique de 2012 et remporte une médaille d'or aux Jeux de la Francophonie de 2017,,.
Ses meilleurs temps personnels sont de 10,39 secondes au 100 mètres, réalisé en septembre 2011 à Maputo; et de 21,45 secondes au 200 mètres, réalisé en avril 2014 à Abidjan.